# Eaton Centre

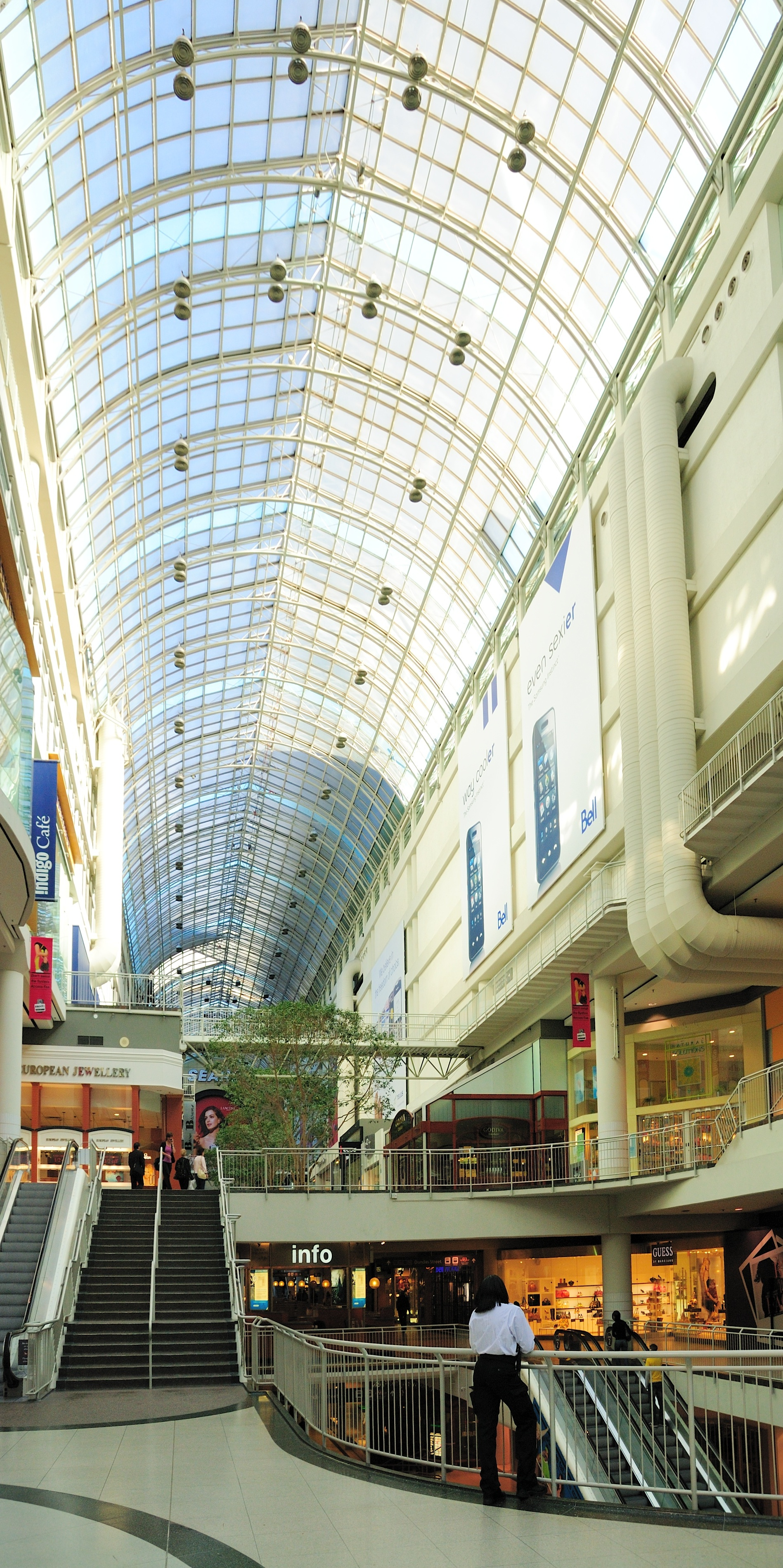
Eaton Centre

Das Eaton Centre ist ein vierstöckiges Einkaufszentrum in der Innenstadt der kanadischen Stadt Toronto. Es ist nach der ehemaligen Warenhauskette Eaton’s bzw. nach dem irischen Einwanderer Timothy Eaton benannt, der 1869 an dieser Stelle einen Gemischtwarenladen eröffnete. Das Eaton Centre ist mit 230 Läden, Restaurants und Dienstleistern das größte Einkaufszentrum der Provinz Ontario und das drittgrößte Kanadas. Die Eröffnung der ersten Bauetappe erfolgte 1977, Architekt war Eberhard Zeidler.
Begrenzt wird das Einkaufszentrum im Osten durch die Yonge Street, im Süden durch die Queen Street West, im Norden durch die Dundas Street West und im Westen durch Gebäude an der Ostseite der Bay Street. Die Wege im Inneren bilden einen Teil von PATH, einem weitläufigen unterirdischen Netzwerk von Fußgänger- und Ladenpassagen. Jeweils am Nord- und Südende des Eaton Centre befinden sich die Stationen Dundas und Queen der Toronto Subway. Zum Gebäudekomplex gehören auch drei Bürohochhäuser und die Ted Rogers School of Management der Ryerson University. Zusätzlich ist das Eaton Centre mit einem 17-stöckigen Marriott-Hotel verbunden sowie mit Kanadas größtem Warenhaus, der Hauptfiliale von Hudson’s Bay.

## Geschichte

### Planung

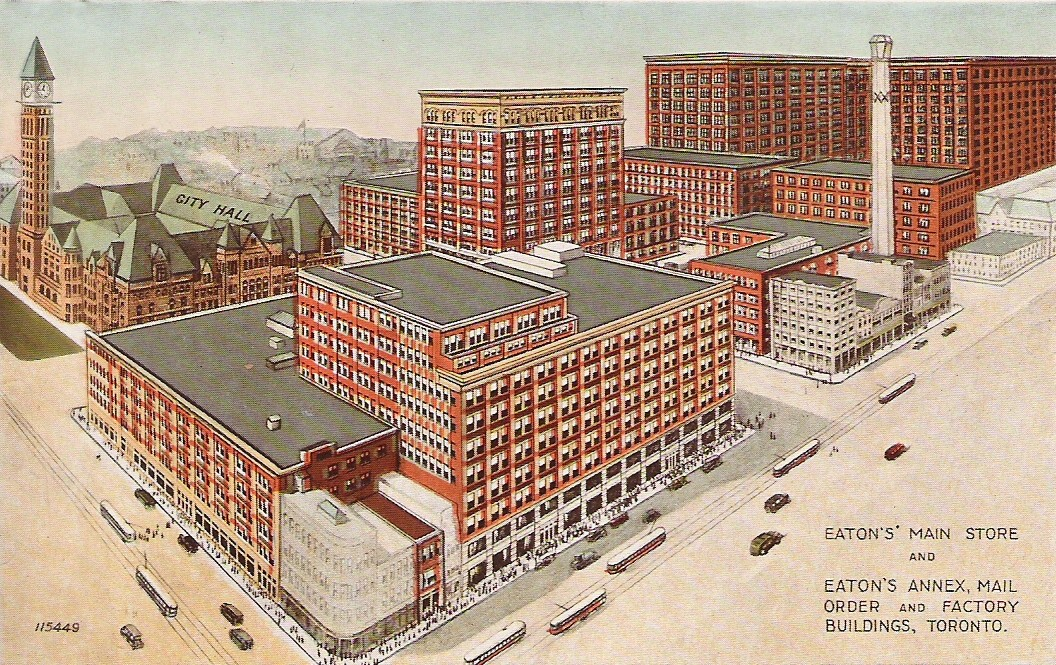
Die verschiedenen Gebäude von Eaton’s an der Yonge Street und der Queen Street im Jahr 1920

Timothy Eaton übernahm 1869 an der Yonge Street einen bereits bestehenden Gemischtwarenladen. Aus diesem kleinen Laden heraus entwickelte sich innerhalb weniger Jahrzehnte die größte Warenhauskette Kanadas. Das Unternehmen Eaton’s besaß den größten Teil der Grundstücke zwischen den Straßen Yonge, Queen, Bay und Dundas, mit Ausnahme der Old City Hall (Altes Rathaus) und der Church of the Holy Trinity (Dreifaltigkeitskirche). In diesem Häuserblock befanden sich die Hauptfiliale (Main Store), ein Nebengebäude (Eaton Annex) sowie mehrere Gebäude angeschlossener Versandhandels- und Fabrikationsunternehmen.
Als die logistischen Bereiche in den 1960er Jahren in die Vororte verlagert wurden, wollte Eaton’s das wertvolle Gelände im Stadtzentrum besser nutzen. Das Unternehmen plante eine neue repräsentative Hauptfiliale, die den Main Store an der Kreuzung von Yonge Street und Queen Street sowie das Warenhaus an der nahe gelegenen College Street ersetzen sollte. Die ursprünglichen Pläne Mitte der 1960er Jahre sahen den Abriss des alten Rathauses und der Dreifaltigkeitskirche sowie die Schließung kleinerer Straßen innerhalb des oben erwähnten Baublocks vor. Nach erbittertem Widerstand von Bürgervereinigungen und Denkmalschützern zog Eaton’s seine Pläne 1967 zurück. 1971 lagen neue Pläne vor, die zwar den Erhalt des alten Rathauses vorsahen, aber auch weiterhin den Abriss der Dreifaltigkeitskirche. Die Kirchgemeinde leistete erbitterten Widerstand gegen den Abriss der Kirche und Eaton’s war gezwungen, seine Pläne nochmals zu überarbeiten.

### Bauarbeiten

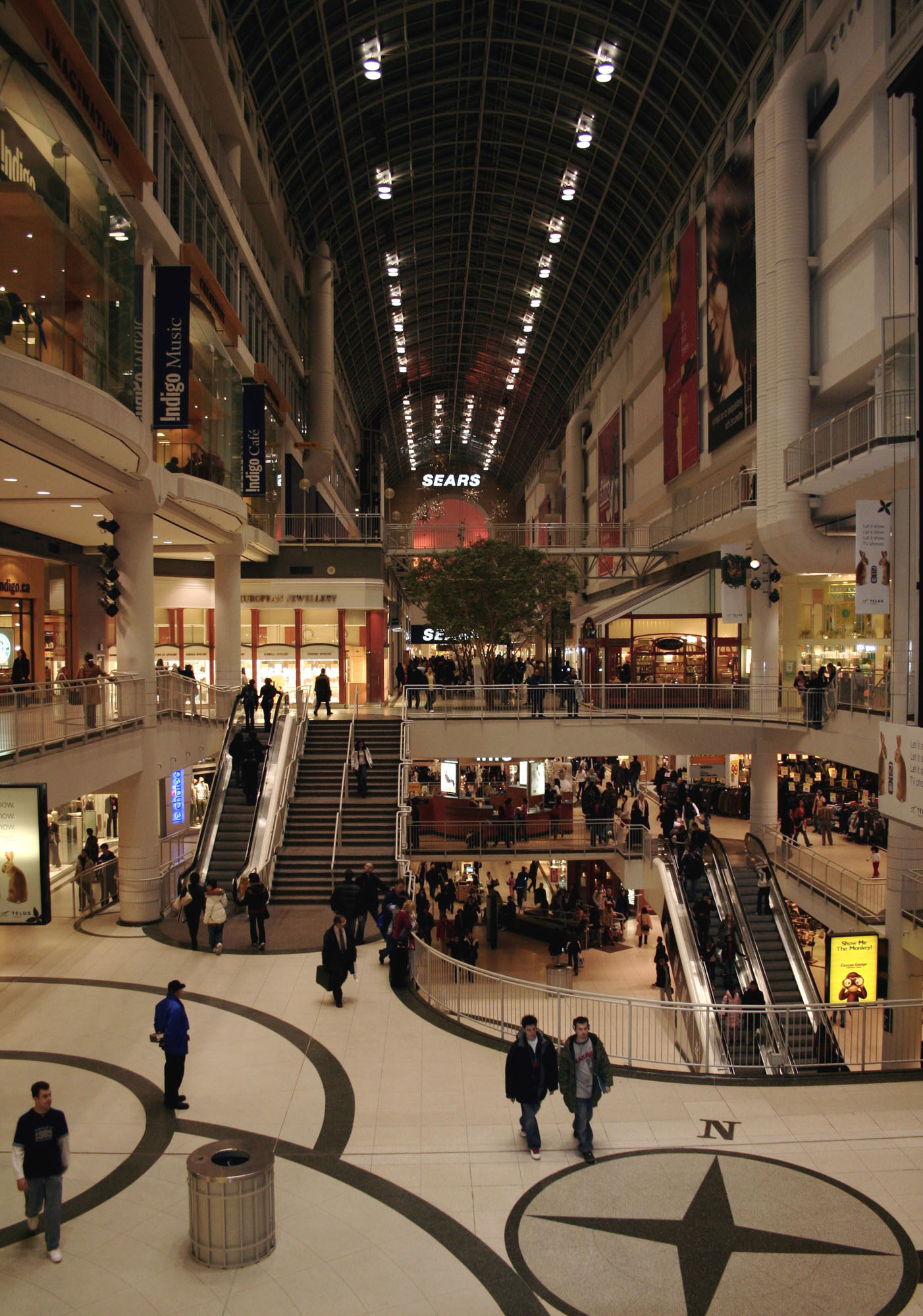
Eaton Centre abends

Beim Bau des Einkaufszentrums arbeitete Eaton’s mit dem Baukonzern Cadillac Fairview und der Toronto-Dominion Bank zusammen. Der aus Deutschland stammende Eberhard Zeidler und das Architekturbüro Bregman + Hamann Architects entwarfen eine mehrstöckige, mit einem gewölbten Glasdach überspannte Galerie, die der Galleria Vittorio Emanuele II in Mailand nachempfunden ist. Zu dieser Zeit galt das Design des Eaton Centre als revolutionär und beeinflusste die Architektur von Einkaufszentren in ganz Nordamerika.
Das Eaton Centre war eines der ersten Einkaufszentren im Zentrum einer Großstadt Nordamerikas. Die erste Bauphase mit der neunstöckigen Eaton-Hauptfiliale (Geschossfläche 100.000 m²) wurde 1977 eröffnet. Die temporäre Südwand wurde vollständig mit Spiegeln verkleidet, um einen Eindruck davon zu vermitteln, wie das Einkaufszentrum nach seiner Fertigstellung aussehen könnte. 1979 folgte nach dem Abriss der alten Hauptfiliale die Eröffnung der südlichen Hälfte des Eaton Centre. Im selben Jahr wurde Cineplex eröffnet, mit 18 Leinwänden damals das größte Multiplex-Kino der Welt.
Viele Stadtplaner und Architekten kritisierten das Design der Außenfassade. Der Gebäudekomplex war nach innen orientiert, mit wenigen Läden, Fenstern oder gar Eingängen zu den Straßen hin. Der größte Teil der Fassade an der Yonge Street, einst die bedeutendste Einkaufsstraße der Stadt, wurde von einem gesichtslosen Parkhaus dominiert. Die Regionalverwaltung bestand zudem darauf, dass der Gebäudekomplex um einige Meter von der Yonge Street zurückversetzt wird, um in Zukunft eventuell eine weitere Fahrspur hinzufügen zu können.
Die zum Einkaufszentrum gehörenden Bürogebäude entstanden in drei Etappen:
- One Dundas West (29 Stockwerke) im Jahr 1977, entworfen von Bregman + Hamann Architects und Eberhard Zeidler
- Cadillac Fairview Tower (36 Stockwerke) im Jahr 1982, entworfen von Bregman + Hamann Architects und Eberhard Zeidler
- 250 Yonge Street (vormals Eaton Tower; 35 Stockwerke) im Jahr 1992, entworfen von Eberhard Zeidler und Crang & Boake.

### Weitere Entwicklung
Trotz aller Kritik erwies sich das Einkaufszentrum von Beginn an als großer Erfolg. Tatsächlich waren die Profite so groß, dass der krisengeschüttelte Warenhauskonzern Eaton’s weitere zwei Jahrzehnte durchhielt, bevor er 1999 endgültig in andere Hände ging. Heute ist das Eaton Centre eines der bedeutendsten Einkaufszentren Nordamerikas und mit einer Million Besuchern wöchentlich eine der beliebtesten Touristenattraktionen Torontos.

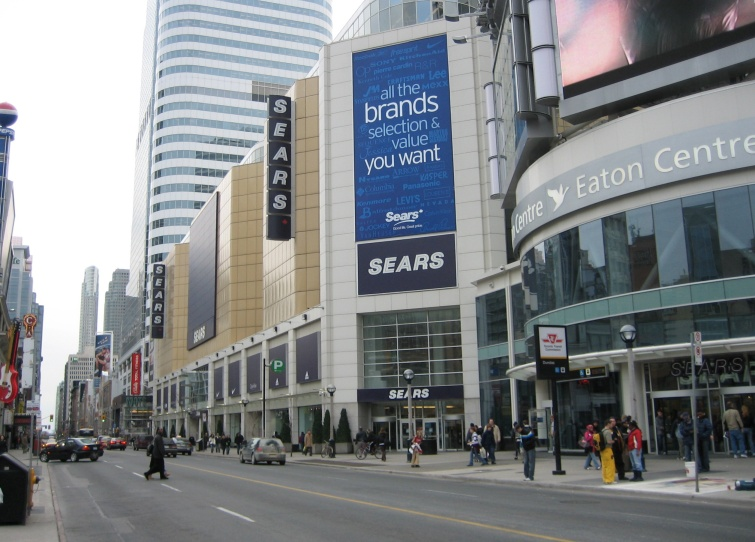
Außenfassade an der Yonge Street, von der Dundas Street aus gesehen

Zu den auffälligsten Merkmalen des Einkaufszentrums gehört eine Gruppe von Kanadagänsen aus Glasfasern, die von der Decke herabhängen. Diese Skulptur mit dem Namen Flight Stop wurde von Michael Snow entworfen. Sie war auch Gegenstand eines bedeutenden Gerichtsprozesses um die Rechte an geistigem Eigentum. 1981 hatte das Management des Eaton Centre vor Weihnachten die Skulptur mit roten Bändern verziert, ohne den Künstler um Erlaubnis zu fragen. Snow argumentierte, dass die Bänder sein naturalistisches Werk „lächerlich“ aussehen lassen und seinen Ruf als Künstler gefährden würden. Er verklagte das Management und ein Gericht entschied, dass das Einkaufszentrum zwar im Besitz der Skulptur sei, doch habe es mit den roten Bändern Snows Urheberrechte verletzt. Das Gericht ordnete die Entfernung der Bänder an.
In den 1990er und den frühen 2000er Jahren erfolgten einige Umbauten, verbunden mit einer Vergrößerung der Ladenfläche. So wurde die Nordostecke vollständig umgebaut, um Platz für die neue Hauptfiliale von H&M zu schaffen. Seit dem Bankrott von Eaton’s ist nun Sears Canada der neue Nutzer des Warenhauses am Nordende des Einkaufszentrums. Obwohl die zwei obersten Stockwerke leerstehen, ist diese Sears-Filiale die größte der Welt. Die Statue von Timothy Eaton wurde vom Eingang an der Dundas Street zum Royal Ontario Museum verlegt.
Am 1. Juli 2010 begannen Renovierungsarbeiten im Eaton Centre. Neben Malerarbeiten werden auch neue Fußböden verlegt, die Waschräume saniert und umgebaut, neue Fahrtreppen und Aufzüge installiert sowie die Ladenfläche vergrößert. Die Arbeiten sind für zwei Jahre angelegt und kosten den Betreiber Sears Canada rund 120 Millionen Kanadische Dollar.

## Zwischenfälle
Am 2. Juni 2012 kamen im Gastronomiebereich des Centers bei einer Gang-Schießerei zwei Menschen ums Leben, sechs weitere Personen wurden schwer verletzt.